# Societat Geològica de Londres
La Societat Geològica de Londres (Geological Society of London) és una societat científica, del Regne Unit amb la seu a Burlington House, (Londres), que té com a finalitat l'estudi de l'estructura mineral de la Terra.
La societat, va ser fundada el 1807, és la societat geològica més antiga del món i la més extensa d'Europa; els seus precedents es troba en la Society Askesian, un club de debat per pensadors i científics establert a Londres el 1796.
Entre els membres fundadors de la Geological Society of London es troben: William Babington, Humphry Davy i George Greenough. El 1805, Jordi IV del Regne Unit, li va concedir la llicència reial.
El 1831 es va establir la Medalla Wollaston com a recompensa anul·la pels investigadors que van contribuir al coneixement científic.
El 1874 es va traslladar la seva seu a "Burlington House", Piccadilly Circus, Londres. Aquesta societat és membre del Science Concil fundada l'any 2000.